# Tyska östafrikanska kompaniet

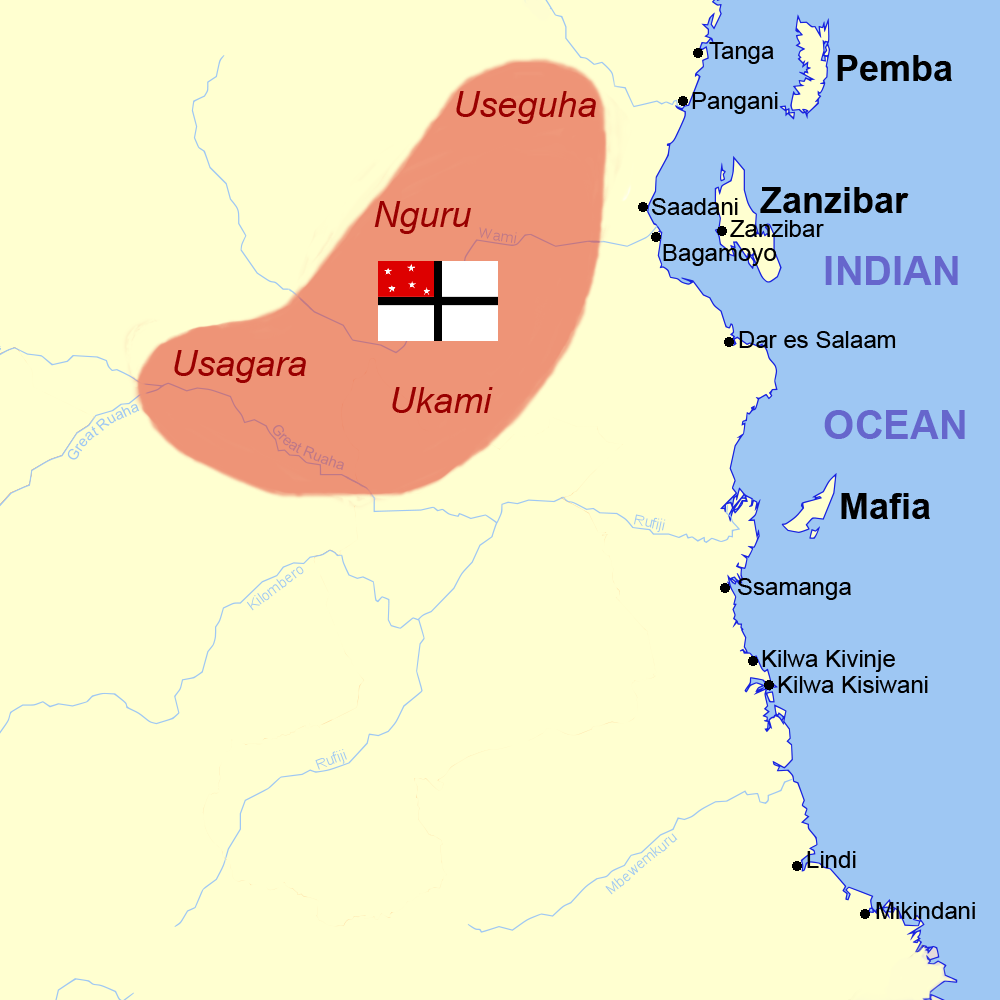
Kompaniets tidiga anspråk år 1885.

Tyska östafrikanska kompaniet (tyska: Deutsch-Ostafrikanische Gesellschaft) var ett tyskt handelskompani involverat i koloniseringen av Östafrika. Det ansvarade för regerandet av kolonin Tyska Östafrika åren 1885-1890.

## Historia
Ett 1884 i Berlin av greve Behr-Bandelin och Carl Peters bildat sällskap, Gesellschaft für deutsche Kolonisation, utsände till Östafrika Peters, greve Pfeil och Jühlke, vilka där förvärvade landområden som senare blev Tyska Östafrika. 
Ur sällskapet framgick 1885 först (i februari) kommanditbolaget Deutsch-Ostafrikanische Gesellschaft Karl Peters und Genossen och senare (i sept.) handelskompaniet Deutsch-Ostafrikanische Gesellschaft med Peters som president och tysk kolonisation i Östafrika som ändamål. Under 1880-talet slöt kompaniet ett antal fördrag med sultanen av Zanzibar om markförvärv vilket låg till grunden för bildandet av Tyska Östafrika år 1885.
Sedan Tyska rikets hjälp 1888 måst anlitas vid ett uppror inom kompaniets område övertog den tyska staten 20 november 1890 hela förvaltningen av kolonin, varefter kompaniet övergick till att bli ett privilegierat handelsföretag med stora plantageanläggningar. Till 1903 ägde det rätt att prägla egna mynt. Kompaniets utveckling avbröts tvärt genom första världskriget 1914-1919, som berövade Tyskland dess kolonier.